# Isosaari (ö i Finland, Lappland, Rovaniemi, lat 66,84, long 26,21)
Isosaari är en ö i Finland.   Den ligger i den ekonomiska regionen  Rovaniemi ekonomiska region  och landskapet Lappland, i den norra delen av landet, 700 km norr om huvudstaden Helsingfors.